# Peter Sundberg
Peter Sundberg (Marbella, Spanje, 10 mei 1976) is een Zweeds autocoureur.

## Carrière
Sundberg groeide op in het zuiden van Spanje, waar hij in zijn tienerjaren vooral motorcrossraces reed. In 1995 maakte hij de overstap naar de autosport en maakte hier zijn debuut in de Spaanse Formule Renault, waarin hij voor het team Fad-Sport één overwinning behaalde en achter Javier Diaz en Ángel Burgueño derde werd in de eindstand met 71 punten. In 1996 stapte hij over naar het team Elide Racing, waar hij vier races won en op de gedeelde derde plaats in het kampioenschap eindigde. In 1997 maakte hij de overstap naar de Europese Formule Renault, waarin hij voor Elide bleef rijden. Hij won één race en werd achter Jeffrey van Hooydonk, Max Busnelli en Jesse Bouhet vierde in het kampioenschap.
In 1998 maakte Sundberg zijn Formule 3-debuut in het Italiaanse Formule 3-kampioenschap bij het Team Venturini. Met 32 punten eindigde hij als achtste in het klassement. Tevens reed hij dat jaar ook één race in het Britse Formule 3-kampioenschap en nam hij dat seizoen deel aan de Masters of Formula 3, die hij afsloot op de zestiende plaats.
In 1999 keerde Sundberg terug in de Italiaanse Formule 3, maar stapte hij over naar het team Prema. Dit bleek succesvol te zijn; hij werd dat jaar kampioen in de klasse met vier overwinningen. Daarnaast reed hij ook in de Masters of Formula 3, de Grand Prix van Macau, de Formula 3 European Cup en de Korea Super Prix. Vanwege zijn prestaties mocht hij een test uitvoeren voor het Formule 1-team van Minardi.
Ondanks zijn kampioenschap kwam Sundberg in 2000 opnieuw uit in de Formule 3, alhoewel hij was overgestapt naar de Duitse variant. Voor het Team Kolles Racing kende hij een moeilijk seizoen waarin hij met slechts vier punten op de 25e plaats in het kampioenschap eindigde. Ook reed hij opnieuw in de Masters of Formula 3, de Grand Prix van Macau en de Korea Super Prix. Daarnaast reed hij ook twee races in de Italiaanse Formule 3000 bij het Team Ghinzani, maar wist in geen van beide races de finish te halen.
In 2001 stapte Sundberg over naar het Japanse Formule 3-kampioenschap. Voor het team Lian Racing behaalde hij drie podiumplaatsen op het Tsukuba Circuit, de Fuji Speedway en de Sendai Hi-Land Raceway en werd met 94 punten zesde in het eindklassement. Daarnaast reed hij ook de eerste vier races van het nieuwe Spaanse Formule 3-kampioenschap bij het team Paco Ortí Racing. Hij won één race op het Circuito Permanente del Jarama en stond in de eerste vijf races van het seizoen op het podium en werd, ondanks dat hij het seizoen niet afmaakte, zesde in de eindstand met 120 punten.
In 2002 maakte Sundberg de overstap naar de World Series by Nissan, waarin hij uitkwam voor het team Tata RC Motorsport. Met een vijfde plaats op het Circuito de Albacete als beste resultaat eindigde hij op de veertiende plaats in het klassement met 30 punten.
In 2005 keerde Sundberg na twee jaar afwezigheid terug in de autosport, waarin hij zijn GT-debuut maakte in het Spaanse GT-kampioenschap. Hij behaalde één overwinning en werd samen met zijn teamgenoot Domingo Romero vijfde in de eindstand. In 2006 reed hij in diverse GT-kampioenschappen, waarin hij in de Spaanse GT drie podiumplaatsen behaalde en in de International GT Open twee keer op het podium stond. In 2007 wist hij samen met Romero zowel de GTA-klasse als het totale kampioenschap van de Spaanse GT te winnen, waarbij hij vijf races op zijn naam schreef. Ook in de International GT Open behaalde hij zijn eerste zege. In 2008 won hij opnieuw de GTA-klasse van de Spaanse GT met drie zeges, echter was hij deze keer alleen kampioen omdat Romero halverwege het seizoen werd vervangen door Sergio Hernández. In 2009 kreeg hij Juan Manuel López als teamgenoot en zakte naar de derde plaats in het eindklassement, ondanks dat hij vier races won. In 2010 maakte hij de overstap naar de Trofeo Maserati Europe en behaalde vijf overwinningen in zes races en werd, ondanks dat hij meer dan de helft van de races niet reed, tweede in de eindstand met 110 punten. Hierna reed Sundberg niet meer in grote internationale races.